# 光伝寺 (世田谷区)
光伝寺（こうでんじ）は、東京都世田谷区にある浄土宗の寺院。院号の「宝寿院（ほうじゅいん）」でも知られている。

## 概要
1484年（永禄12年）、雲蓮社西誉上人によって開山された。
本尊は阿弥陀如来坐像で、恵心僧都源信（平安時代中期の僧侶）の作と言われているが、平安時代末期に造られたものと鑑定されている。
寺宝として、江戸幕府3代将軍徳川家光より交付された朱印状が残されている。その後の歴代将軍の朱印状と合わせて計9通ある。

## 交通アクセス
- 小田急小田原線成城学園前駅より徒歩20分。
- 成城学園前駅または二子玉川駅よりバス(東急バス・小田急バス玉07系統)「次大夫堀公園前」下車